# カールティク (俳優)
カールティク（Karthik、1960年6月13日 - ）は、インドのタミル語映画で活動する俳優。1980年代、1990年代を中心に活動し、「言動や感情を巧みに表現する能力を持つ」と評されていた。これまでに125本以上の映画に出演し、フィルムフェア賞 南インド映画部門、タミル・ナードゥ州映画賞、ナンディ賞を受賞している。

## 生い立ち
1960年6月13日、R・ムトゥラーマンとスローチャナの息子としてウダカマンダラムで生まれ、「ムラリ・カールティケーヤン・ムトゥラーマン（Murali Karthikeyan Muthuraman）」と名付けられた。1988年に結婚したラーギニとの間に2子（ガウタム・カールティク、ゲイン・カールティク）をもうけた。1992年には彼女の妹ラティと結婚し、息子ティラン・カールティクをもうけた。

## キャリア

### 1980年代
1981年にバーラティラージャの『Alaigal Oivathillai』で俳優デビューし、タミル・ナードゥ州映画賞 新人男優賞を受賞した。同年には「ムラリ」の芸名でテルグ語映画『Seethakoka Chilaka』にも出演している。キャリアの初期はR・V・ウダヤクマールの監督作に出演し、複数のコメディ映画でガウンダマニと共演した。1980年代前半は『Bhagavathipuram Railway Gate』『Pei Veedu』『Raja Thanthiram』など低予算マサラ映画を中心に活動したが、成功を収めることはできなかった。そんな中、1984年に出演した『Nallavanukku Nallavan』ではラジニカーントと敵対するヴィノード役を演じ、観客から人気を集めた。また、この時期に共演したラーダーとのコンビも高い評価を得ている。その後、1985年に出演した『Anveshana』、1986年にカメオ出演したマニラトナムの『沈黙の旋律』は観客から好評を集めた。1980年代後半からは主要キャストに起用されることが多くなり、1987年は『Vanna Kanavugal』でヒットを記録し、1988年には『Abhinandana』でナンディ賞 審査員特別賞を受賞している。その後も『Agni Natchathiram』『Varusham 16』などのヒット作に出演した。

### 1990年代
1990年代前半は『Idhaya Thamarai』『Kizhakku Vaasal』『Gopura Vasalile』で成功を収め、1992年に出演した『Amaran』では孤児から裏社会のドンになる主人公アマラン役を演じた。同作の興行成績は想定を下回る結果だったが、カールティクが歌手を務めた挿入曲「Vethala Potta」は高く評価された。同年はバーラティラージャの『Nadodi Thendral』にも出演し、1993年に出演した『Ponnumani』ではフィルムフェア賞 タミル語映画部門主演男優賞を受賞した。その後は『Rayudu』『Marumagan』『Chakravarthy』『Nandhavana Theru』『Thotta Chinungi』に出演している。
1996年は『Kizhakku Mugam』に出演し、同年にガウンダマニ、ランバーと共演した『Ullathai Allitha』は興行的な成功を収めている。同作の成功を受け、監督を務めたスンダル・Cの次回作『Mettukudi』でも主演を務め、続いて出演した『Gokulathil Seethai』では批評家から演技を絶賛された。1997年はK・S・ラヴィクマールの『Pistha』に出演し、1998年には『あなた様のお傍に』『Harichandra』『Pooveli』で興行的な成功を収め、このうち『あなた様のお傍に』『Pooveli』ではタミル・ナードゥ州映画賞 特別賞を受賞している。1999年は『Chinna Raja』『Nilave Mugam Kaattu』『Anantha Poongatre』『Suyamvaram』『Rojavanam』『Unakkaga Ellam Unakkaga』などに出演した。

### 2000年代
2000年代に入ると若手俳優の台頭により出演機会が減り、小規模映画に出演した際は事前の宣伝もなく上映されることもあり、さらに資金不足で製作が延期されるなどの苦境に陥った。この時期には『Thai Poranthachu』『Sandhitha Velai』『Kannan Varuvaan』『Kuberan』『Seenu』『Ullam Kollai Poguthae』『Lovely』『Azhagana Naatkal』に出演したが、『Kadhale Swasam』『Kadhal Solla Vandhen』『Kashmir』などオーディオリリース・イベントを開催したものの上映までいたらなかった作品も存在する。また、『Manathil』『Click』『Kai Korthu Vaa』『Gurudeva』『Muthalaam Santhippil』『Enrum Unnai Naesippaen』『Tension』『Avan Appadithaan』など多くの企画が製作中止に追い込まれている。
2002年は『Devan』『Game』に出演し、同時期にヴィンセント・セルヴァの『Enna Peyar Veikalaam』への出演契約を結んだ。しかし、カールティクは撮影に参加することを拒んだため製作中止となり、事態を重く見たナディガル・サンガムは彼に対して法的措置をとった。2003年には『Indru』に出演したが、興行的に失敗している。2005年にサティヤラージの『Sivalingam IPS』への出演契約を結んだが製作中止となった。その後に出演した『Kusthi』『Kalakkura Chandru』の興行成績も芳しくなく、キャリアの復帰作に位置付けていた『Unnidathil』『Sivalingam IPS』は製作中止になっている。こうしたトラブルが重なり、カールティクはタミル語映画界で敬遠されるようになり、彼は薬物に依存するようになったという。

### 2010年代
2010年に映画界に復帰し、『Maanja Velu』では警察官役、『Raavanan』では森林管理者役を演じて好意的な評価を得た。その後は『Puli Vesham』『Om 3D』に出演するが、興行成績は振るわなかった。2015年は『Anegan』でダヌシュと共演し、2018年には『Thaanaa Serndha Koottam』でスーリヤと共演した。また、『Mr. Chandramouli』では息子ガウタム・カールティクと共演し、2019年には『Dev』でカールティと共演している。

## 政治活動
2006年タミル・ナードゥ州議会議員選挙への出馬を表明し、全インド前進同盟に入党してタミル・ナードゥ州支部の書記に任命された。その後、2009年インド総選挙に出馬するため新政党全インド人民同盟を結成して党首に就任し、ヴィルドゥナガル選挙区から出馬するが1500票しか得られず落選している。2011年タミル・ナードゥ州議会議員選挙の際には全インド・アンナー・ドラーヴィダ進歩党（AIADMK）からの出馬を模索したが、AIADMKから拒否されている。このため、カールティクは全インド人民同盟から出馬することを表明し、マドゥライ空港の名称を「パスンポン・テーヴァル空港」に改名するように要求して断食を実施している。これは州南部のテーヴァル票をAIADMKから奪うことを意図しての行動であり、2週間後には213の選挙区でドラーヴィダ進歩党（DMK）を支持することを表明した。その後はAIADMKとの連携を進め、2019年インド総選挙や2021年タミル・ナードゥ州議会議員選挙では同党の選挙キャンペーンに参加している。

## 受賞歴
| 年                                | 部門                              | 作品                              | 結果                              | 出典                              |
| フィルムフェア賞 南インド映画部門 | フィルムフェア賞 南インド映画部門 | フィルムフェア賞 南インド映画部門 | フィルムフェア賞 南インド映画部門 | フィルムフェア賞 南インド映画部門 |
| --------------------------------- | --------------------------------- | --------------------------------- | --------------------------------- | --------------------------------- |
| 1982年                            | タミル語映画部門主演男優賞        | 『Alaigal Oivathillai』           | ノミネート                        |                                   |
| 1989年                            | タミル語映画部門主演男優賞        | 『Agni Natchathiram』             | 受賞                              | [ 43 ]                            |
| 1990年                            | タミル語映画部門主演男優賞        | 『Varusham 16』                   | 受賞                              | [ 44 ]                            |
| 1991年                            | タミル語映画部門主演男優賞        | 『Kizhakku Vaasal』               | 受賞                              | [ 45 ]                            |
| 1994年                            | タミル語映画部門主演男優賞        | 『Ponnumani』                     | 受賞                              | [ 43 ]                            |
| 1999年                            | タミル語映画部門主演男優賞        | 『あなた様のお傍に』              | ノミネート                        |                                   |
| タミル・ナードゥ州映画賞          |                                   |                                   |                                   |                                   |
| 1981年                            | 新人男優賞                        | 『Alaigal Oivathillai』           | 受賞                              |                                   |
| 1988年                            | 特別賞                            | 『Agni Natchathiram』             | 受賞                              |                                   |
| 1990年                            | 主演男優賞                        | 『Kizhakku Vaasal』               | 受賞                              |                                   |
| 1998年                            | 特別賞                            | 『Pooveli』                       | 受賞                              |                                   |
| 1998年                            | 特別賞                            | 『あなた様のお傍に』              | 受賞                              |                                   |
| ナンディ賞                        |                                   |                                   |                                   |                                   |
| 1988年                            | 審査員特別賞                      | 『Abhinandana』                   | 受賞                              | [ 46 ]                            |
| シネマ・エクスプレス賞            |                                   |                                   |                                   |                                   |
| 1998年                            | タミル語映画部門主演男優賞        | 『あなた様のお傍に』              | 受賞                              | [ 47 ]                            |